# Jaume Miravitlles i Navarra
Jaume Miravitlles i Navarra (Figueres, 18 de febrer del 1906 - Barcelona, 10 de novembre del 1988) fou un polític i escriptor català. Dirigent d'Esquerra Republicana de Catalunya, fou un home amb fama d'extravertit i hàbil amb les relacions públiques que l'intel·lectual comunista francès André Malraux va definir com «el somriure de Catalunya».

## Biografia
Durant els anys de la Segona República, va treballar de funcionari de la Generalitat de Catalunya i va ser el president de l'Associació de Funcionaris de la Generalitat de Catalunya (AFGC). Durant els primers mesos de la Guerra Civil espanyola va ser partidari d'adherir l'AFGC al sindicat anarcosindicalista Confederació Nacional del Treball. Aquesta pretensió va ser frustrada pels sectors filougetistes que aconseguiren que l'AFGC s'adherís a la Unió General de Treballadors. En aquest sentit, és important la tesi doctoral de David Martínez Fiol: Els sindicats de funcionaris de la Generalitat de Catalunya (1931-1939), en la qual s'analitza la trajectòria sindical com a funcionari de Jaume Miravitlles.

### Comissariat de Propaganda
Ben relacionat amb totes les faccions triomfadores de la revolució social del juliol del 1936, va convèncer els dirigents de la Generalitat que, amb un poder orgànic afeblit per la puixança del Comitè de Milícies Antifeixistes, el millor que podia fer el govern era enfortir la batalla del relat amb un musculós aparell comunicatiu. Així va néixer el Comissariat de Propaganda l'octubre de 1936 i Miravitlles n'esdevingué director. Més de 200 persones, moltes escriptores i artistes de renom, van col·laborar amb el propòsit de difondre la realitat cultural catalana tant a l'interior del país com a l'estranger.
El més petit de tots fou una de les cartes de presentació del Comissariat, juntament amb un altre dels seus productes més emblemàtics: el cartell Aixafem el feixisme, que representa un peu calçat amb espardenya de milicià trepitjant una creu gammada nazi —creació del fotògraf Pere Català Pic.
Les publicacions de tota mena (des de fulls volants fins a un diari oficial passant per una revista de luxe, Nova Ibèria), la difusió de llibres i materials en diversos idiomes (inclosa una notable producció en la llengua fraternal, l'esperanto) i la realització de noticiaris cinematogràfics (amb la posada en marxa de la productora Laya Films) convisqueren amb estratègies llavors més inèdites: l'organització d'esdeveniments (com la rebuda amb gran pompa del vaixell soviètic Zirianin al port de Barcelona), les relacions paradiplomàtiques internacionals organitzant visites de periodistes i personalitats foranes (inclòs un estrambòtic aterratge a Barcelona de l'estrella de Hollywood Errol Flynn) o tota una operació multidisciplinària d'assessoria d'imatge al voltant de la figura de Lluís Companys amb la campanya «Madrid, Catalunya os ama».

## Obra
- 1932 Ha traït, Macià?
- 1932 (possiblement) Contra la cultura burgesa
- 1932 De Jaca a Sallent
- 1932 Los obreros y la política
- 1933 El ritme de la revolució
- 1935 Crítica del 6 d'octubre
- 1936 Elements per a una campanya d'esquerra
- 1938 Catalans a Madrid (Barcelona, Editorial Forja)
- 1971 Barcelona, latitud Nova York, longitud París
- 1972 Geografía contra geopolítica
- 1972 Episodis de la guerra civil espanyola
- 1975 Humanització del català
- 1977 Los comunicados secretos de Franco, Hitler y Mussolini
- 1980 Gent que he conegut (Barcelona, Edicions Destino)
- 1981 Més gent que he conegut (Barcelona, Edicions Destino)
- 1982 Homes i dones a la meva vida (Barcelona, Edicions Destino)
- 2009 D'Europa a Amèrica. Dietari d'exili (1941-1945) (Barcelona, Edicions Proa)
- 2015 Veritats sobre la guerra civil espanyola (Barcelona, Editorial Base)

## Premis
- 1979 Josep Pla per Gent que he conegut